# Vatroslav Lisinski
Vatroslav Lisinski, właśc. Ignacije Fuchs (ur. 8 lipca 1819 w Zagrzebiu, zm. 31 maja 1854 tamże) – chorwacki kompozytor.

## Życiorys
Początkowo studiował prawo, następnie uczył się muzyki u Juraja Sojki i Juraja Karla Wisnera von Morgensterna. Uzupełniające studia muzyczne odbył w latach 1847–1850 w Pradze u Jana Bedřicha Kittla i Karela Františka Pitscha. Po powrocie do Zagrzebia zmienił swoje imię i nazwisko na chorwackobrzmiące. Pracował jako kompozytor, dyrygent i nauczyciel muzyki, jednak z powodu kłopotów finansowych musiał w 1853 roku porzucić muzykę i zostać urzędnikiem. Zmarł w zapomnieniu na puchlinę wodną.
Był jednym z pionierów chorwackiej szkoły narodowej w muzyce. Jego twórczość reprezentuje styl romantyczny, cechuje się liryzmem i wykorzystaniem elementów chorwackiego folkloru muzycznego oraz charakterem programowym. Skomponował m.in. poematy symfoniczne Večer (1850) i Slavonsko Kolo (1850), 7 uwertur, tańce i marsze na fortepian, utwory chóralne, pieśni na głos i fortepian. Był autorem pierwszej chorwackiej opery, Ljubav i zloba (orkiestracja Juraj Karlo Wisner von Morgenstern, wyst. Zagrzeb 1846), napisał też operę Porin (1848–1851, wyst. Zagrzeb 1897).